# Terana caerulea
Espèce
Terana caerulea est une espèce de champignons corticioïdes de l'ordre des Polyporales et de la famille des Phanerochaetaceae. Elle se présente sous la forme d'une fine couche bleue veloutée sur la face inférieure de troncs et de branches d'arbres à feuilles caduques tombés sur le sol, dans les climats tempérés ou tropicaux du monde entier.

## Synonymes
- Pulcherricium caeruleum (Lam.) Parmasto 1968
- Athelia caerulea (Lam.) Chevall. 1826
- Byssus coerulea Lam. 1779
- Corticium caeruleum (Lam.) Fr. 1838
- Terana caerulea (Lam.) Kuntze 1891
- Thelephora caerulea (Lam.) Schrad. ex DC. 1805